# Venice Connection
 (juillet 2025).
Motif : Où sont les sources permettant de démontrer l'admissibilité de cet éditeur sur Wikipédia ?
- Archive Wikiwix
- Bing
- Cairn
- DuckDuckGo
- E. Universalis
- Gallica
- Google
- G. Books
- G. News
- G. Scholar
- Persée
- Qwant
- (zh) Baidu
- (ru) Yandex
- (wd) trouver des œuvres sur Wikidata

| 1. | Préciser le motif de la pose du bandeau. | Précisez le motif de la pose du bandeau en utilisant la syntaxe suivante : {{admissibilité à vérifier\|date=août 2025\|motif=remplacez ce texte par le motif}}                         |
| 2. | Informer les utilisateurs concernés.     | Pensez à avertir le créateur de l'article, par exemple, en insérant le code ci-dessous sur sa page de discussion : {{subst:avertissement admissibilité à vérifier\|Venice Connection}} |

Venice Connection est un éditeur de jeux de société basé à Venise en Italie.

## Quelques jeux édités
- Venice Connection, 1995, Alex Randolph, Spiel des Jahres  plus beau jeu 1996
- Carolus Magnus, 2000, Leo Colovini
- Cartagena, 2000, Leo Colovini
- Toscana, 2001, Niek Neuwahl
- Magna Grecia, 2003, Leo Colovini et Michael Schacht